# رمزي كرمو
رمزي غارمو (وُلد في زاخو، العراق، في 5 شباط 1945) كان رئيس أساقفة طهران للكنيسة الآشورية الكلدانية الكاثوليكية، ضمن أبرشية طهران التابعة لها.
كُرِّس غارمو كاهنًا في 13 كانون الثاني 1977، وانضم إلى أبرشية طهران. وفي 5 أيار 1995، عيّنه البابا يوحنا بولس الثاني مساعدًا لأساقفة طهران. وقد تمت رسامته الأسقفية في 25 شباط 1996 على يد البطريرك الكلداني رافائيل الأول بيداويد، بمساعدة رئيس أساقفة طهران يوحنا سمعان عيسى، ورئيس أساقفة أورميا توماس ميرم.
في 7 شباط 1999، خلف رمزي غارمو يوحنا سمعان عيسى في منصب رئيس أساقفة طهران للآشوريين الكلدانيين بعد وفاة الأخير.
وفي عام 2019، أصبح رئيس أساقفة ديار بكر (أميدا) الكلدانية في تركيا، ويقيم حاليًا في إسطنبول.
في 10 تشرين الثاني 2023، خلفه عماد خوشبة في منصب رئيس أساقفة طهران.